# CONCACAF Gold Cup 2021
De CONCACAF Gold Cup 2021 was de zestiende editie van de CONCACAF Gold Cup, het voetbalkampioenschap van Noord- en Centraal-Amerika en de Caraïben. Het aantal landen dat meedeed was zestien. De wedstrijden zouden plaatsvinden tussen 2 juli en 24 juli 2021. Doordat het kwalificatietoernooi nog gespeeld moest worden in diezelfde maand werd dit uitgesteld naar 10 juli tot 1 augustus 2021. De Verenigde Staten werd winnaar van het toernooi, in de finale werd Mexico na verlenging met 1–0 verslagen.

## Kwalificatie

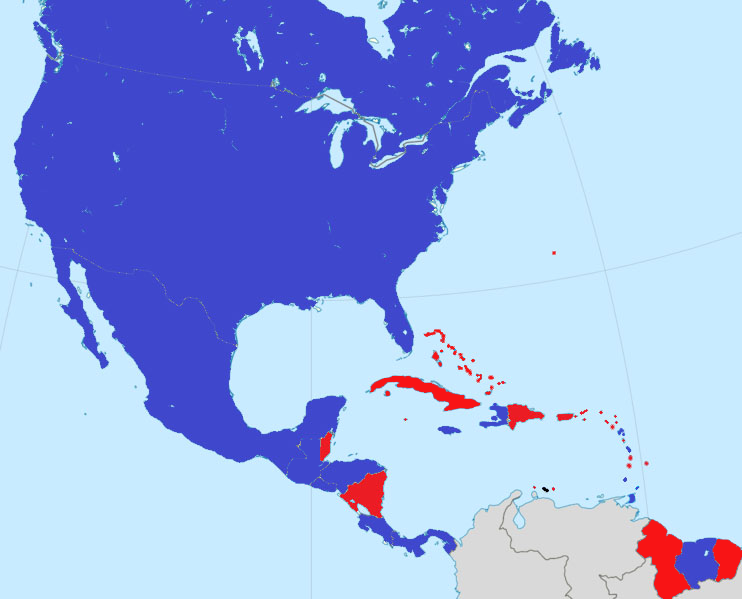
Land is gekwalificeerd voor CONCACAF Gold Cup
Land kan zich nog kwalificeren.
Land is niet gekwalificeerd voor de Gold Cup

Twaalf van de zestien landen kwalificeerden zich via de CONCACAF Nations League. Dat toernooi bepaalt mede welke landen mee mogen doen aan het kwalificatietoernooi en waar de deelnemende landen instromen. De kwalificatie begon op 5 september 2019 met de start van de Nations League en zou eindigen in juni 2020. Door de coronapandemie werd het kwalificatietoernooi echter uitgesteld naar juli 2021 en veranderde men ook het formaat. De kwalificatie werd daarmee een soort voorronde, waarbij middels een knock-outsysteem twaalf deelnemende landen strijden voor drie plekken op het hoofdtoernooi. Het vond plaats op een centrale plek, in Fort Lauderdale en werd vlak voor de start van het hoofdtoernooi gespeeld.
Qatar werd uitgenodigd om ook deel te nemen aan dit toernooi en ook voor het toernooi dat wordt gespeeld in 2023. Curaçao trok zich op 9 juli 2021 terug omdat Sars-CoV-2 werd geconstateerd bij een aantal spelers en begeleiders. De plaats van Curaçao werd ingenomen door Guatemala.
| Team               | Kwalificatie                                        | Datum kwalificatie | Aantal deelnames |
| ------------------ | --------------------------------------------------- | ------------------ | ---------------- |
| Verenigde Staten   | CONCACAF Nations League (divisie A) Winnaar groep 1 | 15 november 2019   | 16e              |
| Canada             | CONCACAF Nations League (divisie A) Tweede groep 1  | 11 oktober 2019    | 15e              |
| Mexico             | CONCACAF Nations League (divisie A) Winnaar groep 2 | 15 november 2019   | 16e              |
| Panama             | CONCACAF Nations League (divisie A) Tweede groep 2  | 19 november 2019   | 10e              |
| Honduras           | CONCACAF Nations League (divisie A) Winnaar groep 3 | 13 oktober 2019    | 15e              |
| Martinique         | CONCACAF Nations League (divisie A) Tweede groep 3  | 17 november 2019   | 7e               |
| Costa Rica         | CONCACAF Nations League (divisie A) Winnaar groep 4 | 17 november 2019   | 15e              |
| Guatemala          | Vervangt Curaçao                                    | 9 juli 2021        | 11e              |
| Grenada            | CONCACAF Nations League (divisie B) Winnaar groep 1 | 15 november 2019   | 3e               |
| El Salvador        | CONCACAF Nations League (divisie B) Winnaar groep 2 | 16 november 2019   | 12e              |
| Jamaica            | CONCACAF Nations League (divisie B) Winnaar groep 3 | 15 november 2019   | 12e              |
| Suriname           | CONCACAF Nations League (divisie B) Winnaar groep 4 | 18 november 2019   | 1e               |
| Qatar              | Uitgenodigd                                         | 2 september 2020   | 1e               |
| Haïti              | Kwalificatie Gold Cup Tweede ronde                  | 6 juli 2021        | 8e               |
| Guadeloupe         | Kwalificatie Gold Cup Tweede ronde                  | 6 juli 2021        | 4e               |
| Trinidad en Tobago | Kwalificatie Gold Cup Tweede ronde                  | 6 juli 2021        | 11e              |

## Stadions
Op 13 april 2021 maakte de CONCACAF bekend dat de finale zal plaatsvinden in het Allegiant Stadium in Las Vegas. Verder zijn er acht andere speelsteden geselecteerd voor dit toernooi. Dit werd op 22 april 2021 bekendgemaakt. Er zijn in totaal 10 stadions, in Houston zijn twee stadions. De vicepresident van de CONCACAF zei dat het gepast is om tijdens dit 60-jarig jubileumjaar een aantal stadions te selecteren met een rijke historie en ook aantal grotere waar nog niet eerder een Gold Cup-wedstrijd gespeeld is.
| Dallas Texas                          | Arlington Texas | Houston Texas | Houston Texas |
| ------------------------------------- | --- | --- | --- |
| Cotton Bowl Capaciteit: 92.100        | AT&T Stadium Capaciteit: 80.000 | NRG Stadium Capaciteit: 71.795 | BBVA Stadium Capaciteit: 22.039 |
|                                       | | | |
| Glendale Arizona                      | · Orlando · (Exploria Stadium) Glendale · (State Farm Stadium) Kansas City · (Children's Mercy Park) Arlington · (AT&T Stadium) Frisco (Toyota Stadium) Dallas (Cotton Bowl) Austin · (Q2 Stadium) Las Vegas · (Allegiant Stadium) Houston · (BBVA Stadium & NRG Stadium) | · Orlando · (Exploria Stadium) Glendale · (State Farm Stadium) Kansas City · (Children's Mercy Park) Arlington · (AT&T Stadium) Frisco (Toyota Stadium) Dallas (Cotton Bowl) Austin · (Q2 Stadium) Las Vegas · (Allegiant Stadium) Houston · (BBVA Stadium & NRG Stadium) | · Orlando · (Exploria Stadium) Glendale · (State Farm Stadium) Kansas City · (Children's Mercy Park) Arlington · (AT&T Stadium) Frisco (Toyota Stadium) Dallas (Cotton Bowl) Austin · (Q2 Stadium) Las Vegas · (Allegiant Stadium) Houston · (BBVA Stadium & NRG Stadium) |
| State Farm Stadium Capaciteit: 63.400 | · Orlando · (Exploria Stadium) Glendale · (State Farm Stadium) Kansas City · (Children's Mercy Park) Arlington · (AT&T Stadium) Frisco (Toyota Stadium) Dallas (Cotton Bowl) Austin · (Q2 Stadium) Las Vegas · (Allegiant Stadium) Houston · (BBVA Stadium & NRG Stadium) | · Orlando · (Exploria Stadium) Glendale · (State Farm Stadium) Kansas City · (Children's Mercy Park) Arlington · (AT&T Stadium) Frisco (Toyota Stadium) Dallas (Cotton Bowl) Austin · (Q2 Stadium) Las Vegas · (Allegiant Stadium) Houston · (BBVA Stadium & NRG Stadium) | · Orlando · (Exploria Stadium) Glendale · (State Farm Stadium) Kansas City · (Children's Mercy Park) Arlington · (AT&T Stadium) Frisco (Toyota Stadium) Dallas (Cotton Bowl) Austin · (Q2 Stadium) Las Vegas · (Allegiant Stadium) Houston · (BBVA Stadium & NRG Stadium) |
|                                       | · Orlando · (Exploria Stadium) Glendale · (State Farm Stadium) Kansas City · (Children's Mercy Park) Arlington · (AT&T Stadium) Frisco (Toyota Stadium) Dallas (Cotton Bowl) Austin · (Q2 Stadium) Las Vegas · (Allegiant Stadium) Houston · (BBVA Stadium & NRG Stadium) | · Orlando · (Exploria Stadium) Glendale · (State Farm Stadium) Kansas City · (Children's Mercy Park) Arlington · (AT&T Stadium) Frisco (Toyota Stadium) Dallas (Cotton Bowl) Austin · (Q2 Stadium) Las Vegas · (Allegiant Stadium) Houston · (BBVA Stadium & NRG Stadium) | · Orlando · (Exploria Stadium) Glendale · (State Farm Stadium) Kansas City · (Children's Mercy Park) Arlington · (AT&T Stadium) Frisco (Toyota Stadium) Dallas (Cotton Bowl) Austin · (Q2 Stadium) Las Vegas · (Allegiant Stadium) Houston · (BBVA Stadium & NRG Stadium) |
| Orlando Florida                       | · Orlando · (Exploria Stadium) Glendale · (State Farm Stadium) Kansas City · (Children's Mercy Park) Arlington · (AT&T Stadium) Frisco (Toyota Stadium) Dallas (Cotton Bowl) Austin · (Q2 Stadium) Las Vegas · (Allegiant Stadium) Houston · (BBVA Stadium & NRG Stadium) | · Orlando · (Exploria Stadium) Glendale · (State Farm Stadium) Kansas City · (Children's Mercy Park) Arlington · (AT&T Stadium) Frisco (Toyota Stadium) Dallas (Cotton Bowl) Austin · (Q2 Stadium) Las Vegas · (Allegiant Stadium) Houston · (BBVA Stadium & NRG Stadium) | · Orlando · (Exploria Stadium) Glendale · (State Farm Stadium) Kansas City · (Children's Mercy Park) Arlington · (AT&T Stadium) Frisco (Toyota Stadium) Dallas (Cotton Bowl) Austin · (Q2 Stadium) Las Vegas · (Allegiant Stadium) Houston · (BBVA Stadium & NRG Stadium) |
| Exploria Stadium Capaciteit: 25.500   | · Orlando · (Exploria Stadium) Glendale · (State Farm Stadium) Kansas City · (Children's Mercy Park) Arlington · (AT&T Stadium) Frisco (Toyota Stadium) Dallas (Cotton Bowl) Austin · (Q2 Stadium) Las Vegas · (Allegiant Stadium) Houston · (BBVA Stadium & NRG Stadium) | · Orlando · (Exploria Stadium) Glendale · (State Farm Stadium) Kansas City · (Children's Mercy Park) Arlington · (AT&T Stadium) Frisco (Toyota Stadium) Dallas (Cotton Bowl) Austin · (Q2 Stadium) Las Vegas · (Allegiant Stadium) Houston · (BBVA Stadium & NRG Stadium) | · Orlando · (Exploria Stadium) Glendale · (State Farm Stadium) Kansas City · (Children's Mercy Park) Arlington · (AT&T Stadium) Frisco (Toyota Stadium) Dallas (Cotton Bowl) Austin · (Q2 Stadium) Las Vegas · (Allegiant Stadium) Houston · (BBVA Stadium & NRG Stadium) |
|                                       | · Orlando · (Exploria Stadium) Glendale · (State Farm Stadium) Kansas City · (Children's Mercy Park) Arlington · (AT&T Stadium) Frisco (Toyota Stadium) Dallas (Cotton Bowl) Austin · (Q2 Stadium) Las Vegas · (Allegiant Stadium) Houston · (BBVA Stadium & NRG Stadium) | · Orlando · (Exploria Stadium) Glendale · (State Farm Stadium) Kansas City · (Children's Mercy Park) Arlington · (AT&T Stadium) Frisco (Toyota Stadium) Dallas (Cotton Bowl) Austin · (Q2 Stadium) Las Vegas · (Allegiant Stadium) Houston · (BBVA Stadium & NRG Stadium) | · Orlando · (Exploria Stadium) Glendale · (State Farm Stadium) Kansas City · (Children's Mercy Park) Arlington · (AT&T Stadium) Frisco (Toyota Stadium) Dallas (Cotton Bowl) Austin · (Q2 Stadium) Las Vegas · (Allegiant Stadium) Houston · (BBVA Stadium & NRG Stadium) |
| Austin Texas                          | Frisco Texas | Las Vegas Nevada | Kansas City Kansas |
| Q2 Stadium Capaciteit: 20.500         | Toyota Stadium Capaciteit: 20.500 | Allegiant Stadium Capaciteit: 61.000 | Children's Mercy Park Capaciteit: 18.467 |
|                                       | | | |

## Loting
De loting was op 28 september 2020 in Miami, Florida om 20:00. Bij de loting werden de deelnemende landen verdeeld over vier potten. Voor de indeling van de potten is gekeken naar de FIFA-ranking van augustus 2020. Van de vier landen uit pot 1 werd vooraf bepaald in welke groep zij terecht zouden komen. Pot 4 bestaat uit de drie landen van de voorronde en het uitgenodigde land Qatar. De drie landen uit de voorronde waren op het moment van de loting nog niet duidelijk, omdat die kwalificatiewedstrijden nog gespeeld moesten worden. Qatar werd in groep D gezet. De loting voor de kwalificatie (of voorronde) vindt tegelijkertijd plaats.
| Pot 1 | Pot 2                                              | Pot 3                                                   | Pot 4                                                             |
| --- | -------------------------------------------------- | ------------------------------------------------------- | ----------------------------------------------------------------- |
| Mexico (1) (positie A1) Verenigde Staten (2) (positie B1) Costa Rica (3) (positie C1) Honduras (4) (positie D1) | Jamaica (5) Canada (6) Panama (8) El Salvador (10) | Martinique (11) Curaçao (13) Suriname (15) Grenada (20) | Haïti (7) Guadeloupe (16) Trinidad en Tobago (12) Qatar (Groep D) |

Tussen haakjes de CONCACAF-ranking.

## Wedstrijdofficials
Op 29 juni 2021 werden de scheidsrechters voor dit toernooi bekendgemaakt.

## Groepsfase

### Groep A
| Pos | Land               | Wed | Win | Gel | Ver | DV | DT | +/− | Pnt |
| --- | ------------------ | --- | --- | --- | --- | -- | -- | --- | --- |
| 1   | Mexico             | 3   | 2   | 1   | 0   | 4  | 0  | +4  | 7   |
| 2   | El Salvador        | 3   | 2   | 0   | 1   | 4  | 1  | +3  | 6   |
| 3   | Trinidad en Tobago | 3   | 0   | 2   | 1   | 1  | 3  | −2  | 2   |
| 4   | Guatemala          | 3   | 0   | 1   | 2   | 1  | 6  | −5  | 1   |

|                            |              |       |                    |                                                                                    |
| 10 juli 2021 22:00 (UTC−4) | Mexico       | 0 − 0 | Trinidad en Tobago | AT&T Stadium, Arlington Toeschouwers: 41.229 Scheidsrechter: Ricardo Montero (CRC) |
| 10 juli 2021 22:00 (UTC−4) | Externe link |       |                    | AT&T Stadium, Arlington Toeschouwers: 41.229 Scheidsrechter: Ricardo Montero (CRC) |

|                            |                        |              |           |                                                                               |
| 11 juli 2021 22:30 (UTC−4) | El Salvador            | 2 − 0        | Guatemala | Toyota Stadium, Frisco Toeschouwers: 8.494 Scheidsrechter: Jair Marrufo (USA) |
| 11 juli 2021 22:30 (UTC−4) | Roldan 81' Rivas 90+6' | Externe link |           | Toyota Stadium, Frisco Toeschouwers: 8.494 Scheidsrechter: Jair Marrufo (USA) |

|                            |                    |              |                              |                                                                               |
| 14 juli 2021 19:30 (UTC−4) | Trinidad en Tobago | 0 − 2        | El Salvador                  | Toyota Stadium, Frisco Toeschouwers: 8.494 Scheidsrechter: Selvin Brown (HON) |
| 14 juli 2021 19:30 (UTC−4) |                    | Externe link | 30' Henríquez 90+1' Martinez | Toyota Stadium, Frisco Toeschouwers: 8.494 Scheidsrechter: Selvin Brown (HON) |

|                            |           |              |                                |                                                                                 |
| 14 juli 2021 21:30 (UTC−4) | Guatemala | 0 − 3        | Mexico                         | Cotton Bowl, Dallas Toeschouwers: 15.391 Scheidsrechter: Daneon Parchment (JAM) |
| 14 juli 2021 21:30 (UTC−4) |           | Externe link | 29', 55' Funes Mori 79' Pineda | Cotton Bowl, Dallas Toeschouwers: 15.391 Scheidsrechter: Daneon Parchment (JAM) |

|                            |               |              |             |                                                                              |
| 18 juli 2021 22:00 (UTC−4) | Mexico        | 1 − 0        | El Salvador | Cotton Bowl, Dallas Toeschouwers: 45.792 Scheidsrechter: Said Martínez (HON) |
| 18 juli 2021 22:00 (UTC−4) | Rodríguez 26' | Externe link |             | Cotton Bowl, Dallas Toeschouwers: 45.792 Scheidsrechter: Said Martínez (HON) |

|                            |              |              |                    |                                                            |
| 18 juli 2021 22:00 (UTC−4) | Guatemala    | 1 − 1        | Trinidad en Tobago | Toyota Stadium, Frisco Scheidsrechter: Oshane Nation (JAM) |
| 18 juli 2021 22:00 (UTC−4) | Gordillo 78' | Externe link | 12' Moore          | Toyota Stadium, Frisco Scheidsrechter: Oshane Nation (JAM) |

### Groep B
| Pos | Land             | Wed | Win | Gel | Ver | DV | DT | +/− | Pnt |
| --- | ---------------- | --- | --- | --- | --- | -- | -- | --- | --- |
| 1   | Verenigde Staten | 3   | 3   | 0   | 0   | 8  | 1  | +7  | 9   |
| 2   | Canada           | 3   | 2   | 0   | 1   | 8  | 3  | +5  | 6   |
| 3   | Haïti            | 3   | 1   | 0   | 2   | 3  | 5  | −2  | 3   |
| 4   | Martinique       | 3   | 0   | 0   | 3   | 3  | 12 | −9  | 0   |

|                            |                                                 |              |             |                                                                                           |
| 11 juli 2021 18:30 (UTC−4) | Canada                                          | 4 − 1        | Martinique  | Children's Mercy Park, Kansas City Toeschouwers: 12.664 Scheidsrechter: Iván Barton (SLV) |
| 11 juli 2021 18:30 (UTC−4) | Larin 16' Osorio 20' Eustáquio 26' Corbeanu 89' | Externe link | 10' Rivière | Children's Mercy Park, Kansas City Toeschouwers: 12.664 Scheidsrechter: Iván Barton (SLV) |

|                            |                  |              |       |                                                                                             |
| 11 juli 2021 20:30 (UTC−4) | Verenigde Staten | 1 − 0        | Haïti | Children's Mercy Park, Kansas City Toeschouwers: 12.664 Scheidsrechter: Said Martínez (HON) |
| 11 juli 2021 20:30 (UTC−4) | Vines 8'         | Externe link |       | Children's Mercy Park, Kansas City Toeschouwers: 12.664 Scheidsrechter: Said Martínez (HON) |

|                            |             |              |                                                       | |
| 15 juli 2021 19:30 (UTC−4) | Haïti       | 1 − 4        | Canada                                                | Children's Mercy Park, Kansas City Toeschouwers: 7.511 Scheidsrechter: Juan Gabriel Calderón (CRC) |
| 15 juli 2021 19:30 (UTC−4) | Lambese 56' | Externe link | 5' Eustáquio 51', 74' (pen.) Larin 79' (pen.) Hoilett | Children's Mercy Park, Kansas City Toeschouwers: 7.511 Scheidsrechter: Juan Gabriel Calderón (CRC) |

|                            |                    |              |                                                                         |                                                                                            |
| 15 juli 2021 21:30 (UTC−4) | Martinique         | 1 − 6        | Verenigde Staten                                                        | Children's Mercy Park, Kansas City Toeschouwers: 7.511 Scheidsrechter: Mario Escobar (GUA) |
| 15 juli 2021 21:30 (UTC−4) | Rivière 64' (pen.) | Externe link | 14', 59' Dike 23' (e.d.) Camille 50' Robinson 70' Zardes 90' Gioacchini | Children's Mercy Park, Kansas City Toeschouwers: 7.511 Scheidsrechter: Mario Escobar (GUA) |

|                            |             |              |                    |                                                             |
| 18 juli 2021 17:00 (UTC−4) | Martinique  | 1 − 2        | Haïti              | Toyota Stadium, Frisco Scheidsrechter: Ismael Cornejo (SLV) |
| 18 juli 2021 17:00 (UTC−4) | Fortuné 53' | Externe link | 3' Antoine 61' Adé | Toyota Stadium, Frisco Scheidsrechter: Ismael Cornejo (SLV) |

|                            |                  |              |        |                                                                                               |
| 18 juli 2021 17:00 (UTC−4) | Verenigde Staten | 1 − 0        | Canada | Children's Mercy Park, Kansas City Toeschouwers: 18.467 Scheidsrechter: Adonai Escobedo (MEX) |
| 18 juli 2021 17:00 (UTC−4) | Moore 1'         | Externe link |        | Children's Mercy Park, Kansas City Toeschouwers: 18.467 Scheidsrechter: Adonai Escobedo (MEX) |

### Groep C
| Pos | Land       | Wed | Win | Gel | Ver | DV | DT | +/− | Pnt |
| --- | ---------- | --- | --- | --- | --- | -- | -- | --- | --- |
| 1   | Costa Rica | 3   | 3   | 0   | 0   | 6  | 2  | +4  | 9   |
| 2   | Jamaica    | 3   | 2   | 0   | 1   | 4  | 2  | +2  | 6   |
| 3   | Suriname   | 3   | 1   | 0   | 2   | 3  | 5  | −2  | 3   |
| 4   | Guadeloupe | 3   | 0   | 0   | 3   | 3  | 7  | −4  | 0   |

|                            |                                 |              |          |                                                                                    |
| 12 juli 2021 18:30 (UTC−4) | Jamaica                         | 2 − 0        | Suriname | Exploria Stadium, Orlando Toeschouwers: 6.403 Scheidsrechter: Bakary Gassama (GAM) |
| 12 juli 2021 18:30 (UTC−4) | Nicholson 6' Decordova-Reid 26' | Externe link |          | Exploria Stadium, Orlando Toeschouwers: 6.403 Scheidsrechter: Bakary Gassama (GAM) |

|                            |                                     |              |              |                                                                                   |
| 12 juli 2021 21:00 (UTC−4) | Costa Rica                          | 3 − 1        | Guadeloupe   | Exploria Stadium, Orlando Toeschouwers: 6.403 Scheidsrechter: Ismail Elfath (USA) |
| 12 juli 2021 21:00 (UTC−4) | Campbell 6' Lassiter 21' Borges 70' | Externe link | 45+5' Mirval | Exploria Stadium, Orlando Toeschouwers: 6.403 Scheidsrechter: Ismail Elfath (USA) |

|                            |                |              |                         |                                                                                 |
| 16 juli 2021 18:30 (UTC−4) | Guadeloupe     | 1 − 2        | Jamaica                 | Exploria Stadium, Orlando Toeschouwers: 6.527 Scheidsrechter: Bryan López (GUA) |
| 16 juli 2021 18:30 (UTC−4) | Bell 4' (e.d.) | Externe link | 14' Burke 87' Flemmings | Exploria Stadium, Orlando Toeschouwers: 6.527 Scheidsrechter: Bryan López (GUA) |

|                            |             |              |                         |                                                                                        |
| 16 juli 2021 20:30 (UTC−4) | Suriname    | 1 − 2        | Costa Rica              | Exploria Stadium, Orlando Toeschouwers: 6.527 Scheidsrechter: Fernando Hernández (MEX) |
| 16 juli 2021 20:30 (UTC−4) | Vlijter 52' | Externe link | 58' Campbell 59' Borges | Exploria Stadium, Orlando Toeschouwers: 6.527 Scheidsrechter: Fernando Hernández (MEX) |

|                            |            |              |         |                                                                                    |
| 20 juli 2021 19:00 (UTC−4) | Costa Rica | 1 − 0        | Jamaica | Exploria Stadium, Orlando Toeschouwers: 10.264 Scheidsrechter: Mario Escobar (GUA) |
| 20 juli 2021 19:00 (UTC−4) | Ruiz 53'   | Externe link |         | Exploria Stadium, Orlando Toeschouwers: 10.264 Scheidsrechter: Mario Escobar (GUA) |

|                            |                             |              |             |                                                               |
| 20 juli 2021 19:00 (UTC−4) | Suriname                    | 2 − 1        | Guadeloupe  | BBVA Stadium, Houston Scheidsrechter: Fernando Guerrero (MEX) |
| 20 juli 2021 19:00 (UTC−4) | Vlijter 14' Hasselbaink 79' | Externe link | Phaeton 20' | BBVA Stadium, Houston Scheidsrechter: Fernando Guerrero (MEX) |

### Groep D
| Pos | Land     | Wed | Win | Gel | Ver | DV | DT | +/− | Pnt |
| --- | -------- | --- | --- | --- | --- | -- | -- | --- | --- |
| 1   | Qatar    | 3   | 2   | 1   | 0   | 9  | 3  | +6  | 7   |
| 2   | Honduras | 3   | 2   | 0   | 1   | 7  | 4  | +3  | 6   |
| 3   | Panama   | 3   | 1   | 1   | 1   | 8  | 7  | +1  | 4   |
| 4   | Grenada  | 3   | 0   | 0   | 3   | 1  | 11 | −10 | 0   |

|                            |                                       |              |                                     |                                                                              |
| 13 juli 2021 19:00 (UTC−4) | Qatar                                 | 3 − 3        | Panama                              | BBVA Stadium, Houston Toeschouwers: 10.625 Scheidsrechter: César Ramos (MEX) |
| 13 juli 2021 19:00 (UTC−4) | Afif 48' Ali 53' Al-Haydos 63' (pen.) | Externe link | 51', 58' Blackburn 79' (pen.) Davis | BBVA Stadium, Houston Toeschouwers: 10.625 Scheidsrechter: César Ramos (MEX) |

|                            |                                                |              |         |                                                                                    |
| 13 juli 2021 21:00 (UTC−4) | Honduras                                       | 4 − 0        | Grenada | BBVA Stadium, Houston Toeschouwers: 10.625 Scheidsrechter: Fernando Guerrero (MEX) |
| 13 juli 2021 21:00 (UTC−4) | Bengtson 28' Solano 52' Leverón 86' Quioto 88' | Externe link |         | BBVA Stadium, Houston Toeschouwers: 10.625 Scheidsrechter: Fernando Guerrero (MEX) |

|                            |         |              |                                        |                                                                |
| 17 juli 2021 19:30 (UTC−4) | Grenada | 0 − 4        | Qatar                                  | BBVA Stadium, Houston Scheidsrechter: Armando Villarreal (USA) |
| 17 juli 2021 19:30 (UTC−4) |         | Externe link | Hatem 11' Afif 22' Muntari 36' Ali 46' | BBVA Stadium, Houston Scheidsrechter: Armando Villarreal (USA) |

|                            |                              |              |                           |                                                            |
| 17 juli 2021 21:30 (UTC−4) | Panama                       | 2 − 3        | Honduras                  | BBVA Stadium, Houston Scheidsrechter: Bakary Gassama (GAM) |
| 17 juli 2021 21:30 (UTC−4) | Davis 32' (pen.) Yanis 45+1' | Externe link | Quioto 22', 65' López 61' | BBVA Stadium, Houston Scheidsrechter: Bakary Gassama (GAM) |

|                            |                                |              |           |                                                             |
| 20 juli 2021 21:00 (UTC−4) | Panama                         | 3 − 1        | Grenada   | Exploria Stadium, Orlando Scheidsrechter: César Ramos (MEX) |
| 20 juli 2021 21:00 (UTC−4) | Quintero 7' Rodríguez 27', 64' | Externe link | 76' Frank | Exploria Stadium, Orlando Scheidsrechter: César Ramos (MEX) |

|                            |          |              |                       |                                                          |
| 20 juli 2021 21:00 (UTC−4) | Honduras | 0 − 2        | Qatar                 | BBVA Stadium, Houston Scheidsrechter: Jair Marrufo (USA) |
| 20 juli 2021 21:00 (UTC−4) |          | Externe link | 25' Ahmed 90+5' Hatem | BBVA Stadium, Houston Scheidsrechter: Jair Marrufo (USA) |

## Knock-outfase
|  | kwartfinale         | kwartfinale       |                       |   | halve finale | halve finale |  |  | finale | finale |
|  |                     |                   |                       |   |              |              |  |  |        |        |
|  |                     |                   |                       |   |              |              |  |  |        |        |
|  | 24 juli – Glendale  |                   |                       |   |              |              |  |  |        |        |
|  |                     |                   |                       |   |              |              |  |  |        |        |
|  | Qatar               | 3                 |                       |   |              |              |  |  |        |        |
|  | Qatar               | 3                 | 29 juli – Austin      |   |              |              |  |  |        |        |
|  | El Salvador         | 2                 |                       |   |              |              |  |  |        |        |
|  | El Salvador         | 2                 | Qatar                 | 0 |              |              |  |  |        |        |
|  | 25 juli – Arlington |                   | Qatar                 | 0 |              |              |  |  |        |        |
|  |                     | Verenigde Staten  | 1                     |   |              |              |  |  |        |        |
|  | Verenigde Staten    | Verenigde Staten  | 1                     | 1 |              |              |  |  |        |        |
|  | Verenigde Staten    |                   | 1 augustus – Paradise | 1 |              |              |  |  |        |        |
|  | Jamaica             | 0                 |                       |   |              |              |  |  |        |        |
|  | Jamaica             | 0                 | Verenigde Staten      | 1 |              |              |  |  |        |        |
|  | 24 juli – Glendale  |                   | Verenigde Staten      | 1 |              |              |  |  |        |        |
|  |                     | Mexico            | 0                     |   |              |              |  |  |        |        |
|  | Mexico              | Mexico            | 0                     | 3 |              |              |  |  |        |        |
|  | Mexico              | 29 juli – Houston |                       | 3 |              |              |  |  |        |        |
|  | Honduras            | 0                 |                       |   |              |              |  |  |        |        |
|  | Honduras            | 0                 | Mexico                | 2 |              |              |  |  |        |        |
|  | 25 juli – Arlington |                   | Mexico                | 2 |              |              |  |  |        |        |
|  |                     | Canada            | 1                     |   |              |              |  |  |        |        |
|  | Costa Rica          | Canada            | 1                     | 0 |              |              |  |  |        |        |
|  | Costa Rica          |                   |                       | 0 |              |              |  |  |        |        |
|  | Canada              | 2                 |                       |   |              |              |  |  |        |        |
|  | Canada              | 2                 |                       |   |              |              |  |  |        |        |

### Kwartfinale
|                            |                             |              |                |                                                                                            |
| 24 juli 2021 19:30 (UTC−7) | Qatar                       | 3 – 2        | El Salvador    | State Farm Stadium, Glendale Toeschouwers: 64.211 Scheidsrechter: Fernando Hernández (MEX) |
| 24 juli 2021 19:30 (UTC−7) | Ali 2', 55' (pen.) Hatem 8' | Externe link | 63', 66' Rivas | State Farm Stadium, Glendale Toeschouwers: 64.211 Scheidsrechter: Fernando Hernández (MEX) |

|                            |                                          |              |          |                                                                                       |
| 24 juli 2021 22:00 (UTC−7) | Mexico                                   | 3 – 0        | Honduras | State Farm Stadium, Glendale Toeschouwers: 64.211 Scheidsrechter: Mario Escobar (GUA) |
| 24 juli 2021 22:00 (UTC−7) | Funes Mori 26' Dos Santos 31' Pineda 38' | Externe link |          | State Farm Stadium, Glendale Toeschouwers: 64.211 Scheidsrechter: Mario Escobar (GUA) |

|                            |            |              |                           |                                                                                 |
| 25 juli 2021 19:00 (UTC−5) | Costa Rica | 0 – 2        | Canada                    | AT&T Stadium, Arlington Toeschouwers: 41.318 Scheidsrechter: Jair Marrufo (USA) |
| 25 juli 2021 19:00 (UTC−5) |            | Externe link | 18' Hoilett 69' Eustáquio | AT&T Stadium, Arlington Toeschouwers: 41.318 Scheidsrechter: Jair Marrufo (USA) |

|                            |                  |              |         |                                                                                |
| 25 juli 2021 21:30 (UTC−5) | Verenigde Staten | 1 – 0        | Jamaica | AT&T Stadium, Arlington Toeschouwers: 41.318 Scheidsrechter: César Ramos (MEX) |
| 25 juli 2021 21:30 (UTC−5) | Hoppe 83'        | Externe link |         | AT&T Stadium, Arlington Toeschouwers: 41.318 Scheidsrechter: César Ramos (MEX) |

### Halve finale
|                            |       |              |                  |                                                                                     |
| 29 juli 2021 19:30 (UTC−5) | Qatar | 0 – 1        | Verenigde Staten | Q2 Stadium, Austin Toeschouwers: 20.500 Scheidsrechter: Juan Gabriel Calderón (CRC) |
| 29 juli 2021 19:30 (UTC−5) |       | Externe link | 86' Zardes       | Q2 Stadium, Austin Toeschouwers: 20.500 Scheidsrechter: Juan Gabriel Calderón (CRC) |

|                            |                                  |              |              |                                                             |
| 29 juli 2021 22:00 (UTC−5) | Mexico                           | 2 – 1        | Canada       | NRG Stadium, Houston Scheidsrechter: Daneon Parchment (JAM) |
| 29 juli 2021 22:00 (UTC−5) | Pineda 45+2' (pen) Herrera 90+9' | Externe link | 57' Buchanan | NRG Stadium, Houston Scheidsrechter: Daneon Parchment (JAM) |

### Finale
|                               |                  |              |        |                                                                                      |
| 1 augustus 2021 20:30 (UTC−7) | Verenigde Staten | 1 – 0        | Mexico | Allegiant Stadium, Paradise Toeschouwers: 61.114 Scheidsrechter: Said Martínez (HON) |
| 1 augustus 2021 20:30 (UTC−7) | Robinson 117'    | Externe link |        | Allegiant Stadium, Paradise Toeschouwers: 61.114 Scheidsrechter: Said Martínez (HON) |

| CONCACAF Gold Cup Winnaar 2021 |
| ------------------------------ |
| Verenigde Staten 7de titel     |